# Матвейцево-2
Матвейцево-2 — деревня сельского поселения Волковское Рузского района Московской области. Численность постоянно проживающего населения — 14 человек на 2006 год. До 2006 года Матвейцево-2 входило в состав Волковского сельского округа.
Деревня расположена в центральной части района, примерно в 12 километрах севернее Рузы, на левом берегу реки Вейна (приток Озерны). Напротив, на правом берегу Вейны, находится ближайший населённый пункт — деревня Матвейцево-1, высота центра над уровнем моря 230 м.